# Zhao Feiyan
Zhao Feiyan (chiń. 趙飛燕; pinyin Zhào Fēiyàn; ur. ok. 43 r. p.n.e. w Jiangdu, prow. Jiangsu; zm. 1 n.e.) – cesarzowa Xiaocheng (chiń. 孝成皇后; pinyin Xiàochéng huánghòu), żona cesarza Chengdi z dynastii Han.
Pochodziła z ubogiej rodziny, pierwotnie nazywała się Feng Yisheng. Jej ojciec, Feng Wanli, muzyk, wcześnie osierocił ją i jej siostrę, Zhao Hede. Siostrami szczęśliwie zaopiekował się Zhao Li, zarządca służący bogatej rodzinie. Przyjąwszy z wdzięczności jego nazwisko, trafiły za jego pośrednictwem na dwór księżniczki Yang’e. Tam Zhao Yisheng nauczyła się tańczyć i śpiewać, a jej wdzięk i lekkość w tańcu zyskały jej przydomek "latającej jaskółki" – feiyan.
Tancerka wpadła w oko cesarzowi Chengowi, który zabrał ją na dwór i uczynił konkubiną. W owym czasie na dworze cesarski walczyły ze sobą o wpływy rody cesarzowych, Huo, Xu i Wang. Zhao Feiyan, która nie posiadała poparcia politycznego, podtrzymała zainteresowanie cesarza, podsuwając mu swą młodszą siostrę, Zhao Hede. Ok. 20 r. p.n.e. cesarzowa Xu popadła w niełaskę, ponieważ nie mogła dać cesarzowi męskiego potomka. Dwa lata później, siostry Zhao z poparciem cesarzowej-wdowy Wang i jej klanu, oskarżyły cesarzową Xu i konkubinę Ban Jieyu o czary. W efekcie cesarzowa została oddalona, a Ban wycofała się z życia dworskiego.

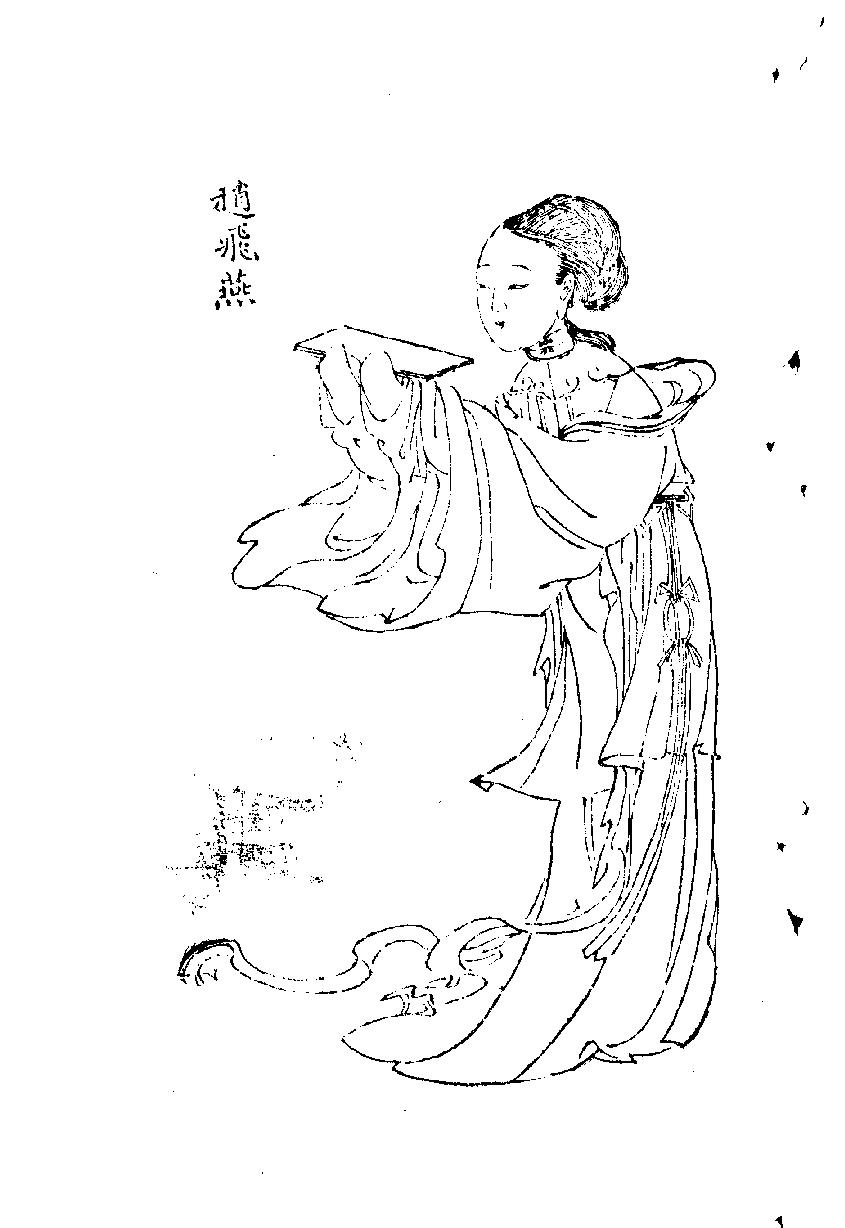
Zhao Feiyan

Zhao Feiyan została w 16 r. p.n.e. podniesiona do rangi cesarzowej, mimo pierwotnego sprzeciwu cesarzowej-wdowy Wang, która wskazywała na niskie pochodzenie byłej tancerki. Zhao Hede pozostała ulubioną konkubiną cesarza i obie siostry wspierały się nawzajem. Niestety, żadnej nie udało się urodzić syna, co poważnie zagrażało ich pozycji, którą usiłowały utrzymać dzięki intrygom w haremie. Zhao Feiyan miała nawet próbować zajść w ciążę sypiając z innymi mężczyznami, a Zhao Hede przekonała cesarza, by polecił stracić dwóch synów urodzonych przez inne konkubiny.
Chengdi zmarł nagle w 7 r. p.n.e. Cesarzowa-wdowa Wang ogłosiła śledztwo w sprawie podejrzanej śmierci cesarza, na wieść o czym Zhao Hede popełniła samobójstwo. Przybrana rodzina sióstr Zhao szybko straciła wysokie pozycje, ale nowy cesarz, Han Aidi nadał Zhao Feiyan rangę cesarzowej-wdowy, chroniąc ją z wdzięczności za poparcie, jakiego udzieliła mu w walce o tron. Jednak po jego śmierci, gdy tron przejął małoletni Han Pingdi, regent Wang Mang i jego ciotka, cesarzowa-wdowa Wang, pozbawili Zhao Feiyan rangi cesarzowej-wdowy, a następnie zdegradowali do rangi pospólstwa, na wieść o czym Zhao popełniła samobójstwo.